# 观光丸
观光丸（日语：／ Kankō Maru ?）是一艘在長崎海軍训习所作为練習艦使用的军舰，为安政2年（1855年）由荷兰赠送给江户幕府，是江户幕府第一艘木制蒸汽船。旧名索姆宾（荷蘭語：Soembing）号。长約52.7m、宽約9m、150馬力、大砲6門、排水量400吨。

## 历史
1850年开始在荷兰建造，1853年完工。两年後，荷兰国王威廉三世将此船赠予13代将軍德川家定，成为日本最早的蒸汽船。1856年改名观光丸并被幕府海軍用作练习舰。1865年再次改名为“观光”。1868年，被明治新政府接管，1876年退役解体。

## 名称由来
“观光”之名，源自中国易经「观国之光」一句。

## 現在的观光丸
在长崎县佐世保市豪斯登堡主题公园（Huistenbosch）泊有一艘复原船。该船为荷兰赫斯登的弗洛尔莫造船厂（荷蘭語：Verolme Scheepswerf Heusden）根据荷兰海事博物馆馆藏的索姆宾号原设计图纸原样建造而成，1987年下水。